# 幾何学的変換
幾何学的変換とは集合の何らかの幾何学的な構造を持つ自身への（もしくは幾何学的な構造を持つ相異なる集合への）全単射である。 特に「幾何学的変換は定義域と値域が点の集合であるような関数である。幾何学的変換の定義域と値域はしばしば R2 もしくは両方が R3 である。幾何学的変換はしばしば（反転に対応するため）1対1関数であることが要求される。」幾何学の研究はこのような変換によって成されてきたと言うこともできよう。
幾何学的変換は被演算子の集合の次元によって分類することができる。そのため、例えば平面変換と空間の変換は互いに区別される。幾何学的変換は保持される幾何属性によっても分類することができる。
- 変位は距離と向き付けられた角を保持する。
- 等長写像は角と距離を保持する[3]。
- 相似は角と距離の比を保持する。
- アフィン変換は平行性を保持する[3]。
- 投影変換は共線性を保持する[4]。

これらそれぞれの変換はそれより前のものを包括する。
- 複素数平面上のメビウス変換（もしくは円反転）は任意の「直線または円」を保持するが、直線と円が互いに入れ替わることもある。

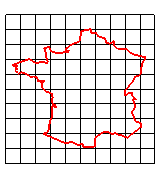
元画像（フランスを平面上に描いたもの）
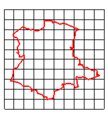
等長写像
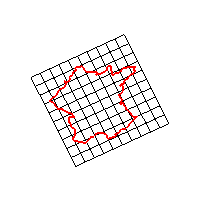
相似
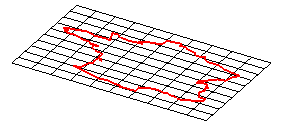
アフィン変換
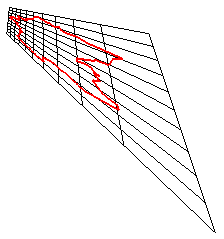
投影変換
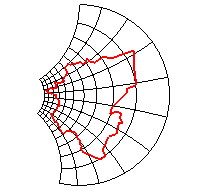
円反転

- 微分同相写像は1階がアフィンであるような変換である。この変換には次が特殊な場合として含まれる。なお、さらに細かく分類することも可能である[5]。
- 等角写像は角度を保持する変換である。これは1階で相似である。
- 等面積写像は平面では面積を、3次元の場合には体積を保持する[6]。この変換は1階で determinant 1 のアフィン変換である。
- 位相同型は点の近傍を保持する。

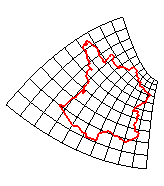
等角写像
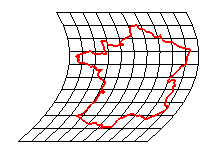
等面積写像
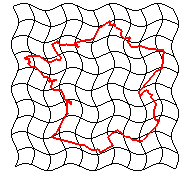
微分同相写像
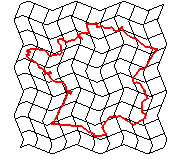
位相同型

同じタイプの変換は他の変換群の部分群を形成することがある。

## 発展資料
- Adler, Irving (2012) [1966], A New Look at Geometry, Dover, ISBN 978-0-486-49851-5
- Dienes, Z. P.; Golding, E. W. (1967) . Geometry Through Transformations (3 vols.): Geometry of Distortion, Geometry of Congruence, and Groups and Coordinates. New York: Herder and Herder.
- David Gans – Transformations and geometries.
- Hilbert, David; Cohn-Vossen, Stephan (1952). Geometry and the Imagination (2nd ed.). Chelsea. ISBN 0-8284-1087-9
- John McCleary – Geometry from a Differentiable Viewpoint.
- Modenov, P. S.; Parkhomenko, A. S. (1965) . Geometric Transformations (2 vols.): Euclidean and Affine Transformations, and Projective Transformations. New York: Academic Press.
- A. N. Pressley – Elementary Differential Geometry.
- Yaglom, I. M. (1962, 1968, 1973, 2009) . Geometric Transformations (4 vols.). Random House (I, II & III), MAA (I, II, III & IV).